# Kościół św. Jana w Meldorfie
Kościół św. Jana (nazywany także katedrą Dithmarschen lub katedrą meldorfską) – gotycki kościół w Meldorfie w Niemczech, w kraju związkowym Szlezwik-Holsztyn, zbudowany w XIII w.; główny kościół Dithmarschen.

## Historia
Pierwszy kościół w Meldorfie miał zostać zbudowany pomiędzy 810/814 i 826 jako pierwsza świątynia chrześcijańska na terenie Dithmarschen (wzmianka na jej temat znajduje się w Gesta Hammaburgensis ecclesiae pontificum Adama z Bremy, który wymienia ecclesia mater in Melindorp). W pierwszej połowie XX w. odnaleziono w rejonie kościoła relikty, które początkowo uznano za pozostałości świątyni z czasów karolińskich, jednak badacze z drugiej połowy XX w. uznali je za należące do późniejszej, romańskiej świątyni . 
Do XI w. był to jedyny kościół w regionie. Mimo pojawienia się później kolejnych kościołów i parafii, kościół w Meldorfie pozostawał najważniejszym w Dithmarschen , a tutejsza parafia była najlepiej uposażoną parafią w tym regionie. Do XV w. Meldorf służył jako miejsce zebrań ludności Dithmarschen, w tym odprawiania sądów . Od 1524 w wyniku reformacji stał się kościołem luterańskim .
Istniejący do dziś budynek kościoła został zbudowany w drugiej połowie XIV w.   w stylu gotyckim. Miało to miejsce w okresie usamodzielnienia się chłopów z Dithmarschen spod władzy okolicznych feudałów . Prawdopodobnie aktywna była tu ta sama strzecha budowlana, która odpowiadała za budowę katedry w Hamburgu. Kościół znacznie przekraczał rozmiarami zarówno poprzednią budowlę, jak i inne świątynie w okolicy. Wzniesiono go na podniesieniu i jego wieża stanowiła znak nawigacyjny dla statków. Po pożarze w 1434 zyskała strzelisty hełm, który jednak został szybko zniszczony przez burzę i zastąpiony czterospadowym dachem istniejącym do XIX w. W XV w. na miejscu nawy południowej dobudowano do kościoła późnogotycką dwunawową halę. Kościół przechodził także inne przemiany, m.in. utracił szczyty fasad transeptu, a w XVII w. przesklepiono nawę północną.
W wyniku pożaru w 1866 kościół został częściowo zniszczony, następnie odbudowany . Uległ wówczas znaczącym zmianom. M.in. cała budowla została pokryta z zewnątrz nowymi cegłami, pojawiły się nowe dachy. Zlikwidowano wówczas średniowieczną wieżę kościoła i na jej miejscu zbudowano nową, wyższą i smuklejszą , o charakterze neogotyckim. 
W 1977 kościół wyposażono w organy .

## Opis
Kościół to trójnawowa bazylika z transeptem i zamkniętym prostą ścianą prezbiterium  . We wschodnich ścianach ramion transeptu, po obu stronach prezbiterium, wykonano niewielkie apsydy. Nawa główna jest dwuprzęsłowa, przy czym każdemu jej przęsłu odpowiadają po dwa przęsła w niższych nawach bocznych. Wieża przylega do zachodniej fasady.
Wnętrze zachowało zasadniczo średniowieczny, gotycki wygląd  , z zewnątrz kościół ma charakter neogotycki . Zachował się częściowo oryginalny gotycki portal w południowej ścianie prezbiterium, na którym wzorowano podczas odbudowy inne portale kościoła.
Wyposażenie wnętrza stanowi świadectwo zamożności bogactwa Dithmarschen. Do dziś zachowały się freski z ok. 1300 zdobiące wykonane w formie sekwencji kopuł sklepienia transeptu i skrzyżowania naw : w północnym ramieniu transeptu w koncentrycznych kręgach pokazano sceny z życia Chrystusa, Marii oraz sceny starotestamentowe (m.in. historie Adama i Ewy, Kaina i Abla). W pozostałych częściach zachowały się mniejsze fragmenty cykli fresków przedstawiających żywoty świętych uważanych za patronów żeglarzy (m.in. św. Krzysztofa) . 
W kościele znajduje się kilka innych cennych zabytków, w tym:
- chrzcielnica brązowa z XIII w. na trzech wspornikach w kształcie ludzkich postaci, odlana na wzór dzwonu[8] ;

- nastawa ołtarzowa: środkowa, rzeźbiona część przedstawiająca Ukrzyżowanie i cztery sceny pasyjne pochodzi z 1520, natomiast boczne skrzydła, malowane, pochodzą z 1572[5] [8] ;

- drewniane, rzeźbione lektorium z 1603, wykonane razem z amboną: w górnej części lektorium znajdują się arkady, w których umieszczono siedem posągów przedstawiających apostołów. Konstrukcję wieńczy herb króla Danii, obok którego znajdują się figury Adama i Ewy; nad herbem znajduje się krucyfiks[5] [8] .

## Galeria

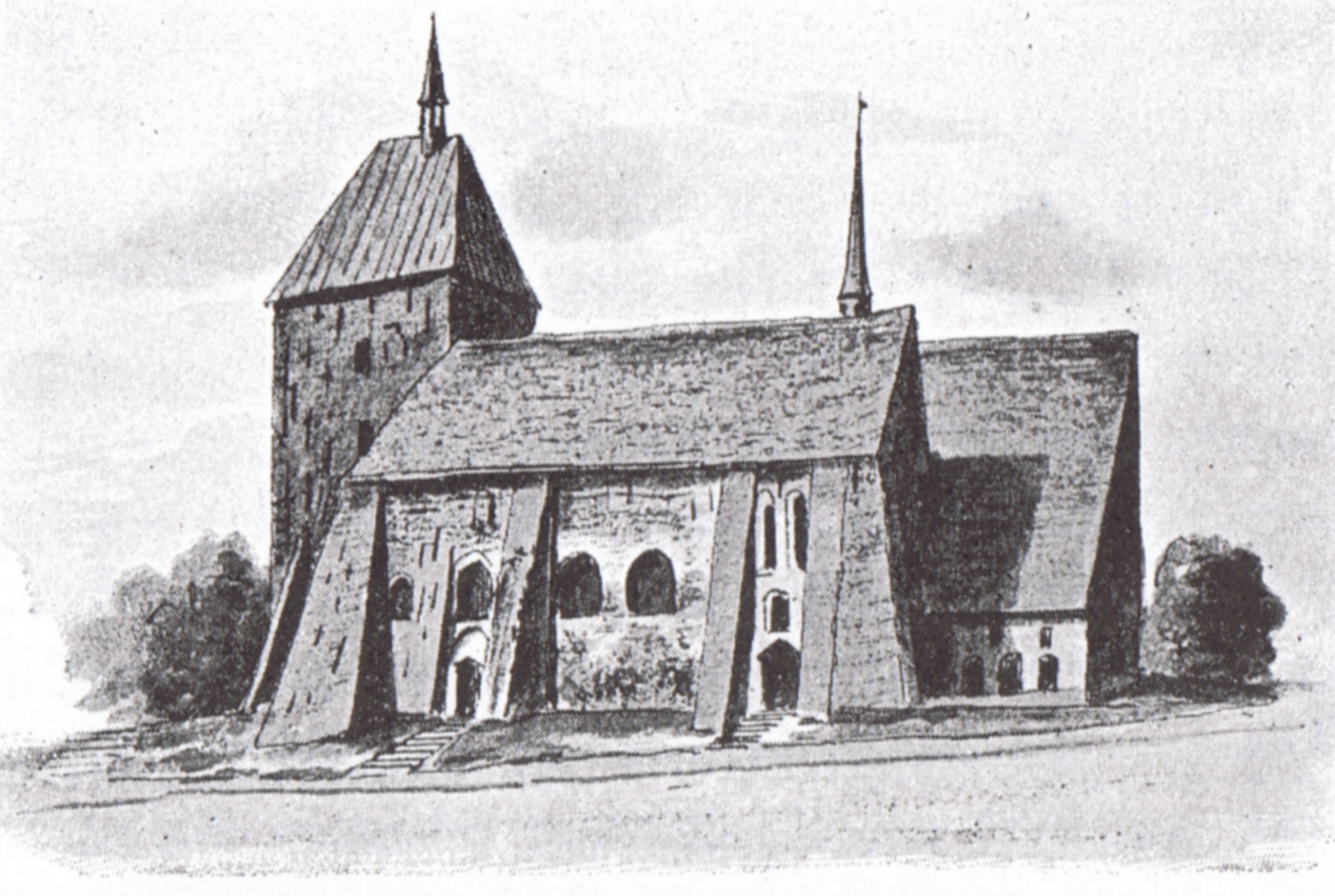
Kościół przed przebudową, rysunek z 1895
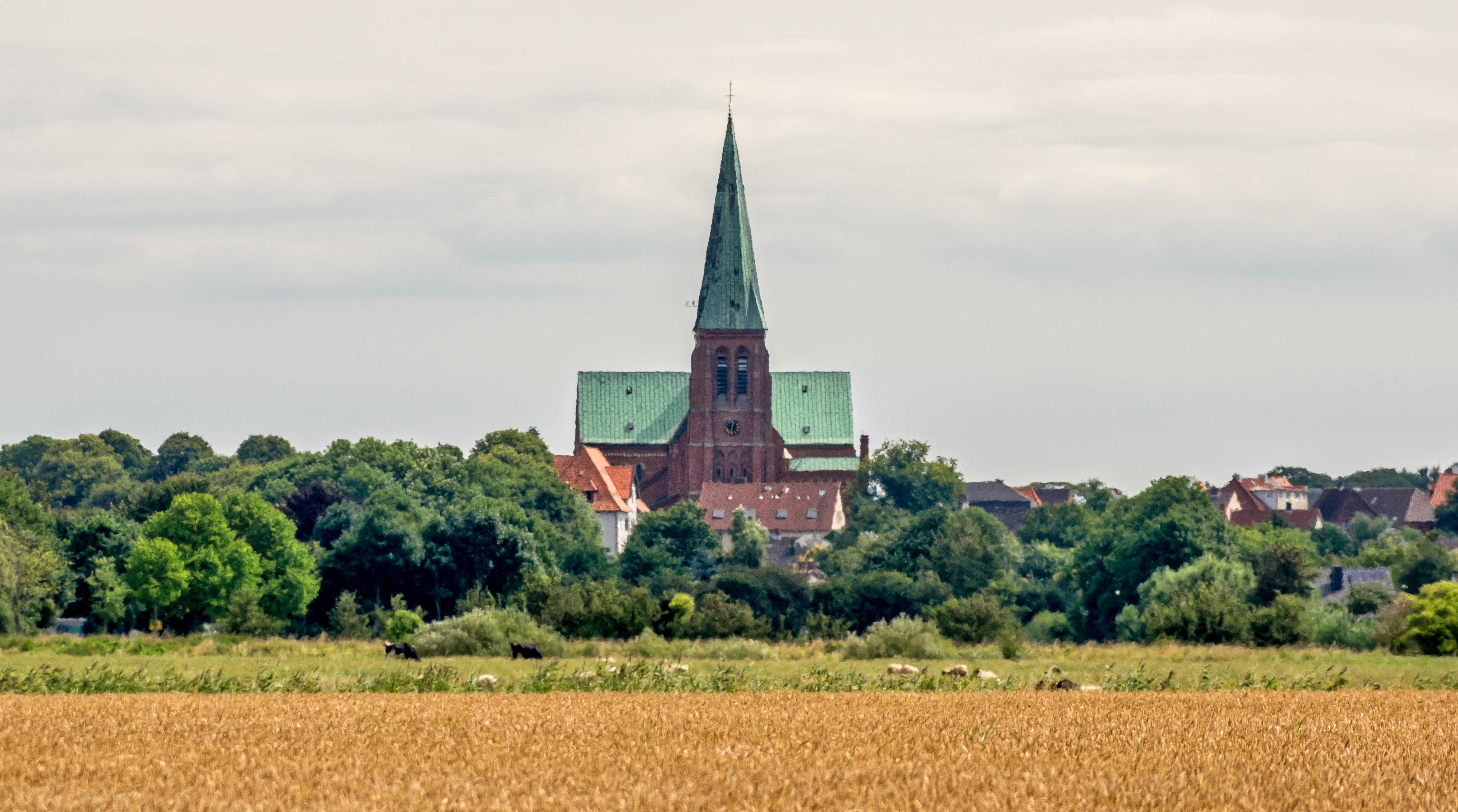
Widok kościoła od zachodu
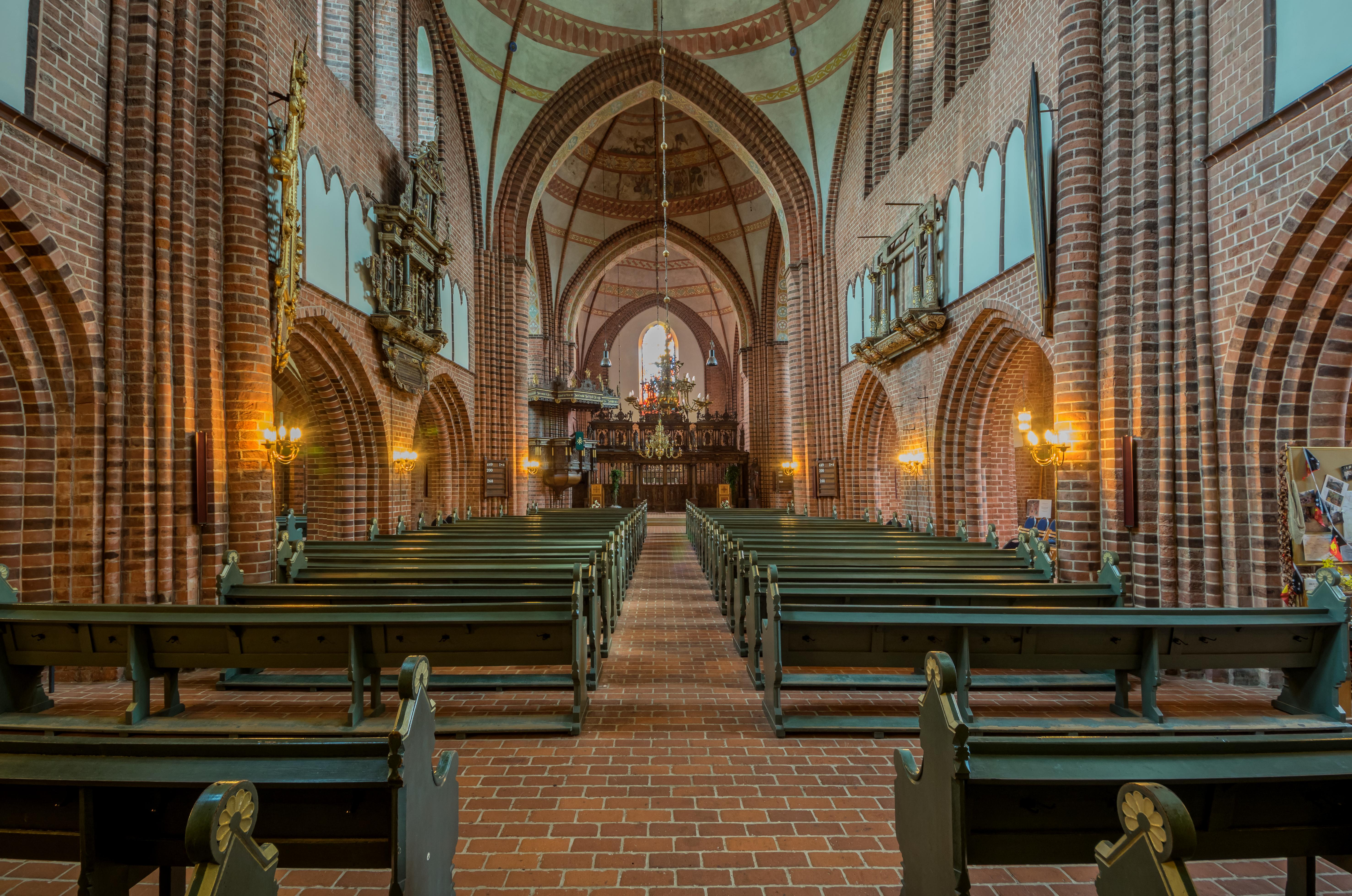
Wnętrze kościoła, widok w kierunku prezbiterium
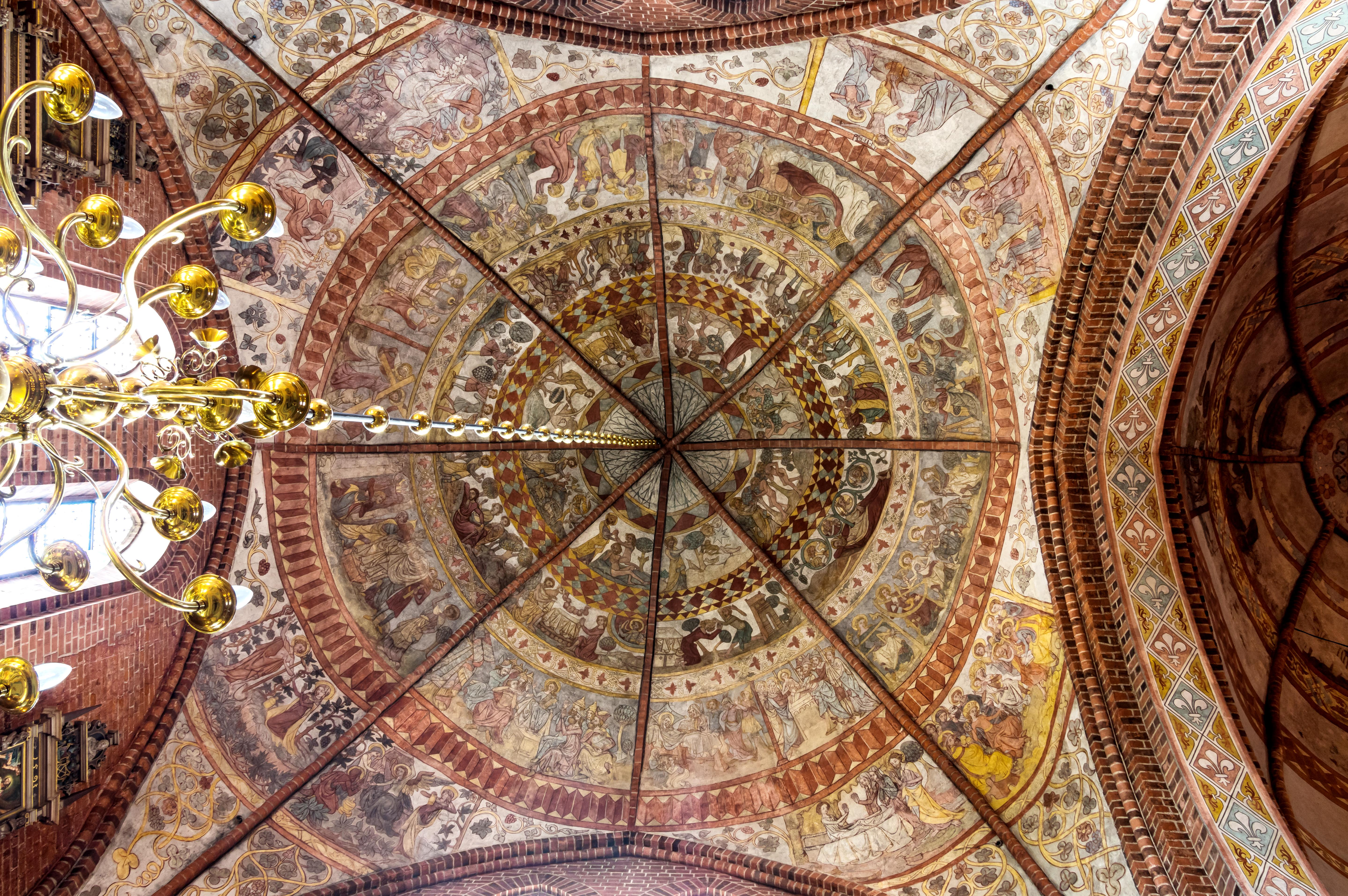
Fragment sklepienia z freskami z XIII w.
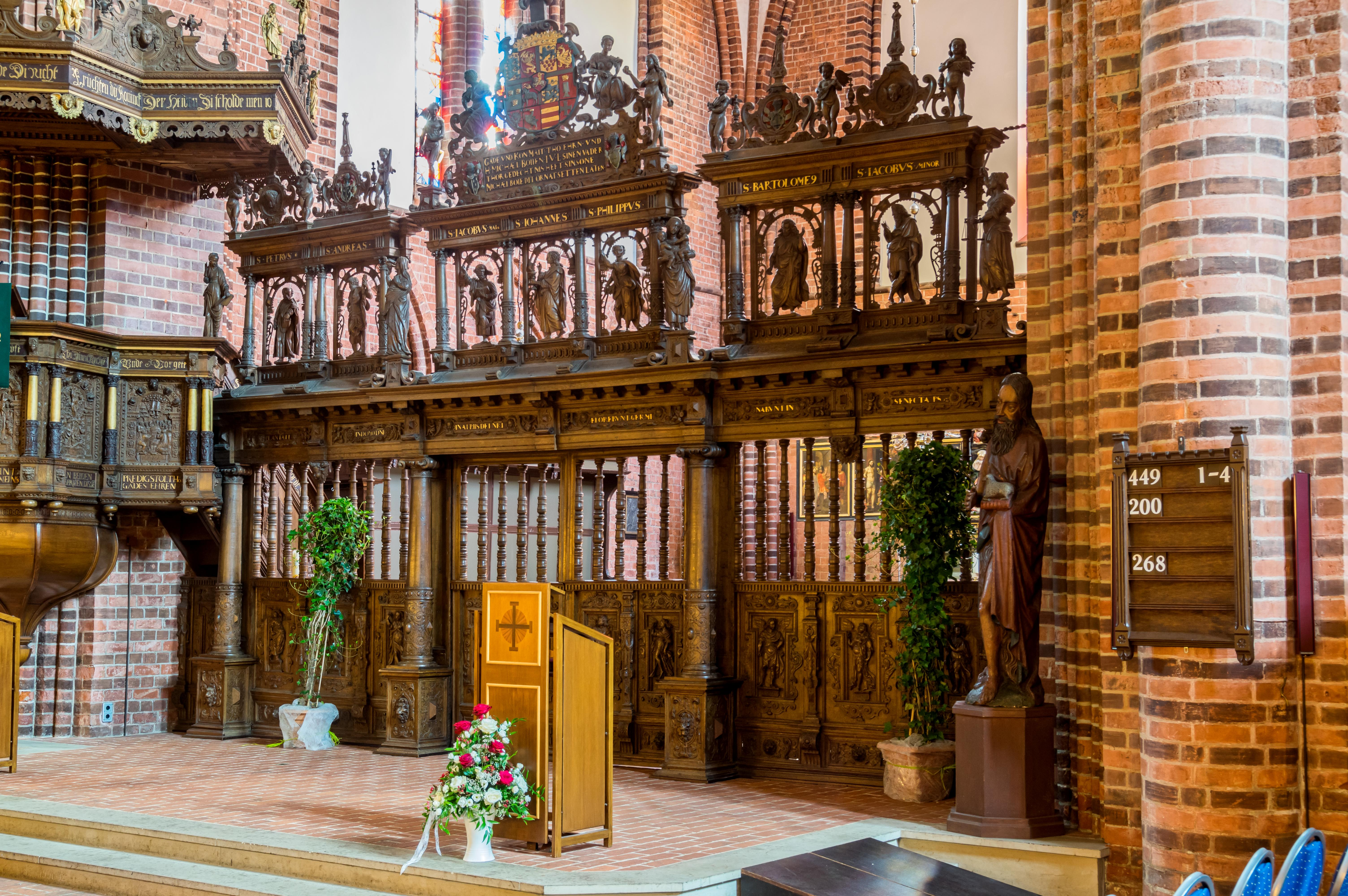
Lektorium z początku XVII w.
Ołtarz z XVI w.
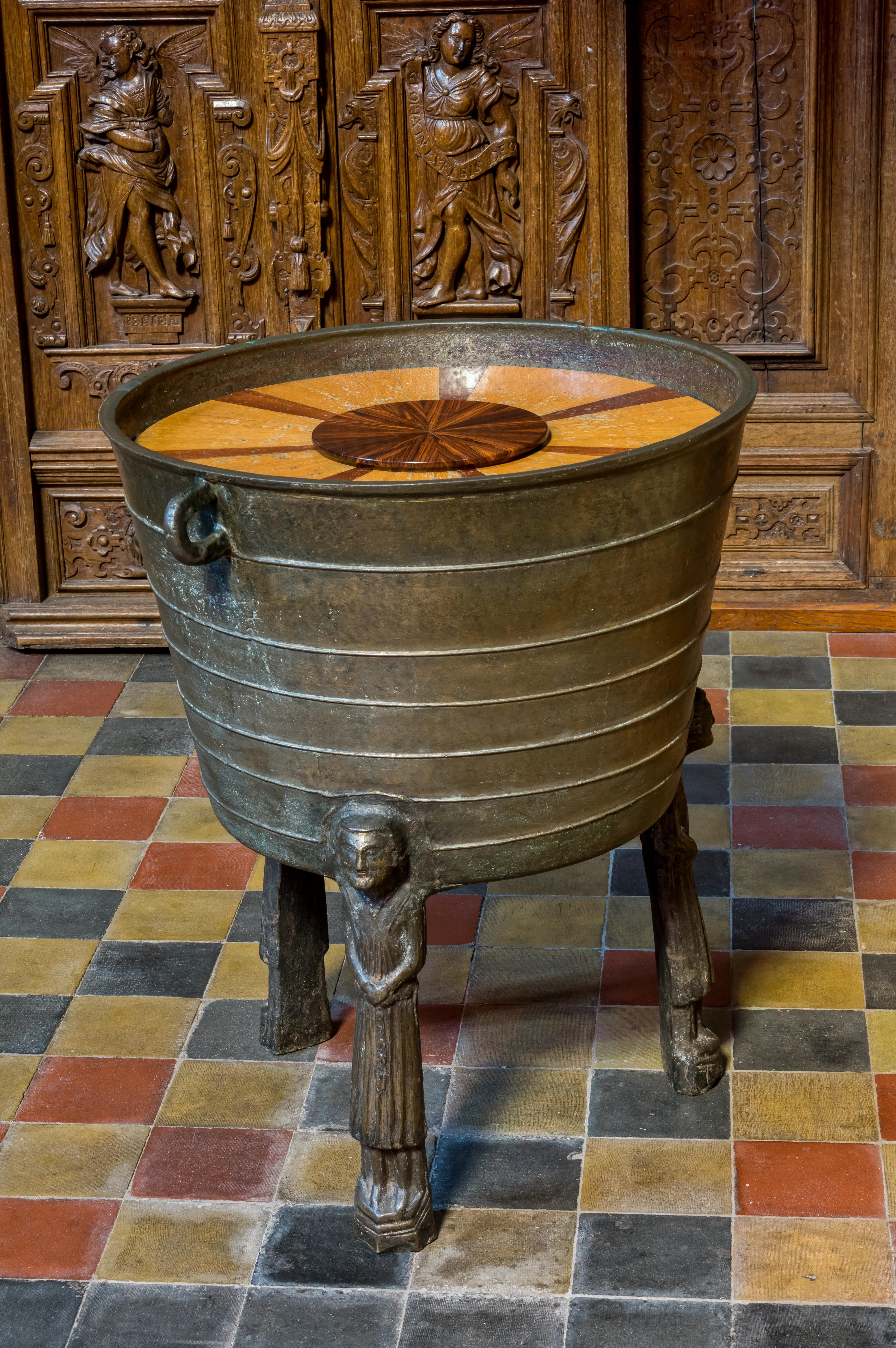
Chrzcielnica z XIII w.